# María Vázquez
María Vázquez (Vigo, 19 marzo 1979) è un'attrice spagnola.

## Filmografia parziale

### Cinema
- Silencio roto, regia di Montxo Armendáriz (2001)
- Deseo, regia di Gerardo Vera (2002)
- El año de la garrapata, regia di Jorge Coira (2004)
- La noche del hermano, regia di Santiago García de Leániz (2005)
- A golpes, regia di Juan Vicente Córdoba (2005)
- La dama boba, regia di Manuel Iborra (2006)
- Mataharis, regia di Icíar Bollaín (2007)
- 18 comidas, regia di Jorge Coira (2010)
- La playa de los ahogados, regia di Gerardo Herrero (2015)
- María (y los demás), regia di Nely Reguera (2016)
- Trote, regia di Xacio Baño (2018)
- Occhio per occhio (Quien a hierro mata), regia di Paco Plaza (2019)
- Cuñados, regia di Toño López (2021)
- O corpo aberto, regia di Angeles Huerta (2022)
- Matria, regia di Álvaro Gago (2023)
- Sobre todo de noche, regia di Víctor Iriarte (2023)

### Televisione
- Al salir de clase - serie TV, 4 episodi (1998)
- Raquel busca su sitio - serie TV, 25 episodi (2000)
- Fíos - serie TV, 17 episodi (2002)
- La vida de Rita - serie TV, 13 episodi (2003)
- Al filo de la ley - serie TV, 13 episodi (2005)
- Hospital Central - serie TV, 10 episodi (2008)
- Padre Casares - serie TV, 58 episodi (2008-2010)
- La fuga - serie TV, 12 episodi (2012)
- Hospital Real - serie TV, 15 episodi (2015)
- Fariña: Cocaine Coast - miniserie TV, 5 episodi (2018)
- Vivere senza permesso (Vivir sin permiso) - serie TV, 10 episodi (2020)
- Néboa - serie TV, 8 episodi (2020)
- Santo - serie TV, 6 episodi (2022)

## Premi
- Medallas del Círculo de Escritores Cinematográficos
  - 2008: "Mejor Actriz Secundaria" (Mataharis)
- Málaga Film Festival
  - 2023: "Silver Biznaga - Mejor Actriz" (Matria)
- Seattle International Film Festival
  - 2023: "Special Jury Prize - Ibero-American Competition" (Matria) - condiviso
- Cinedays Skopje Film Festival
  - 2023: "Special Mention - Best Actress" (Matria)
- Mestre Mateo Awards
  - 2010: "Best Actress" (O club da calceta)
  - 2011: "Best Actress" (Mar libre)
  - 2019: "Best Lead Actress" (Trote)
  - 2020: "Best Supporting Actress" (Occhio per occhio)
  - 2024: "Best Lead Actress" (Matria)